# フレグラ

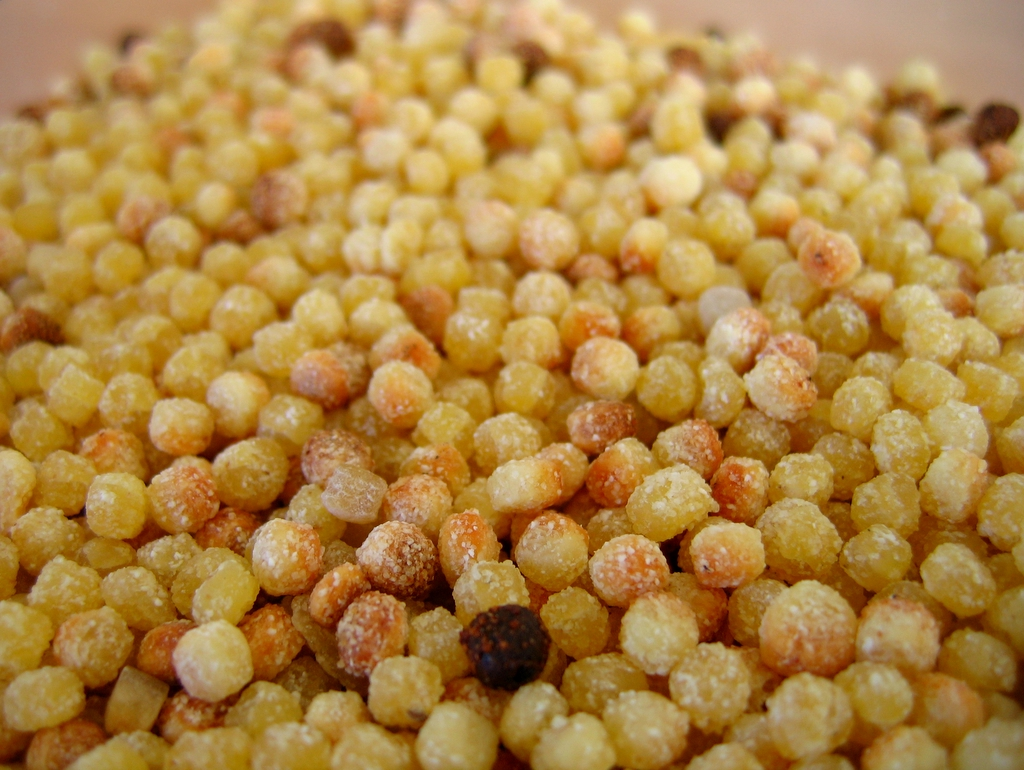
フレグラ

フレグラ、またはフレーゴラ (Fregula) はサルデーニャのパスタの一種である。それはイスラエルのクスクスと似ている。
通常セモリナ粉をサイズを変えながら直径2-3ミリメートルのボール状に丸め、オーブンで乾燥させる。
フレグラの典型的な調理法は、二枚貝と共にトマトベースのソースで煮ることである。

## 出典

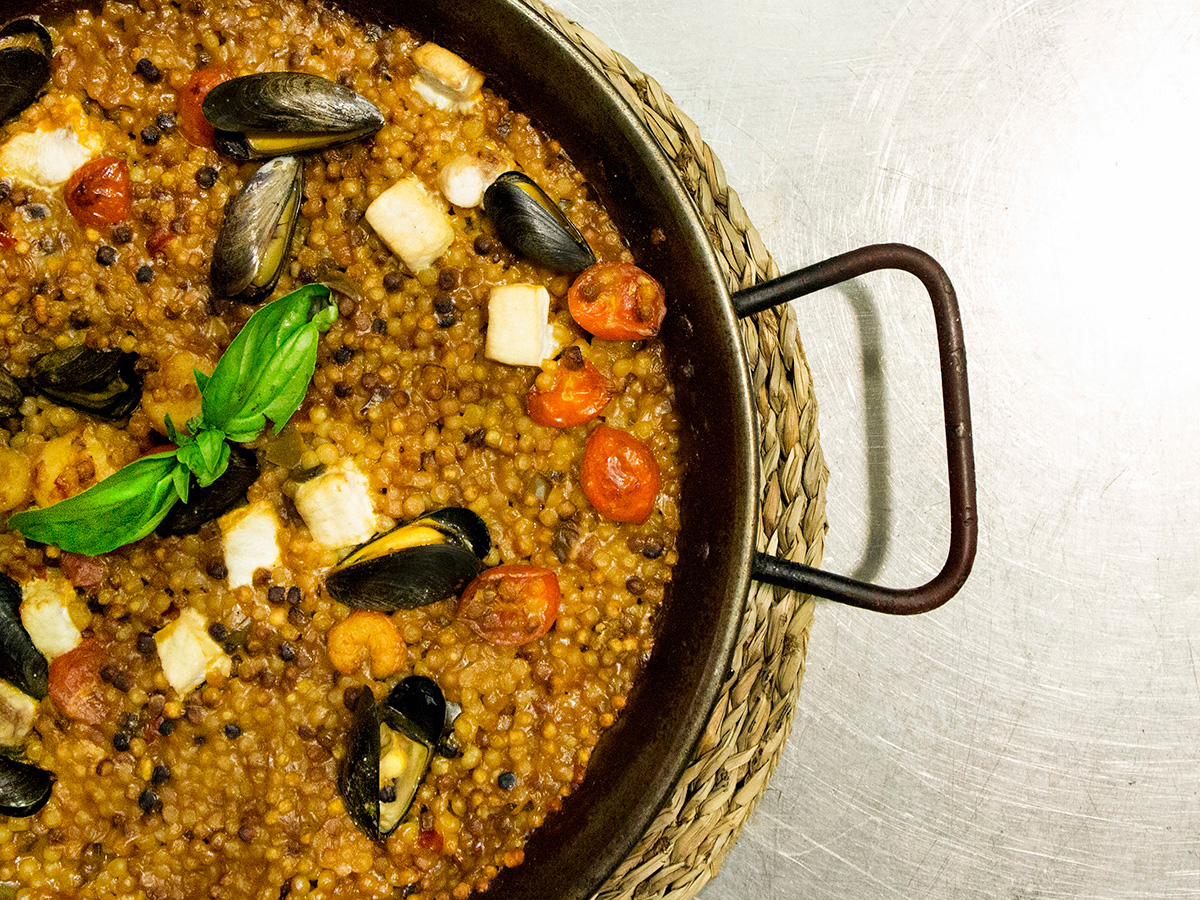
アサリのフレグラ（サルデーニャ語:frègula cun còcciulas）